# Карикадурка ІІ
Карикадурка ІІ — книга малюнків, карикатур українського художника, музиканта, аніматора та письменника Юрія Журавля, лідера гурту «Ot Vinta» в якій намальовані шаржі на багато відомих митців, політиків, зображені історичні події, видана в 2015 році.

## Історія створення
Автор запланував, що до книжки увійдуть шаржі на відомих людей та друзів художника, ілюстрації до знакових історичних подій. Один із шаржів, який зображує Міхеіла Саакашвілі в образі одеського Дюка з шампурами шашлику автор оприлюднив до виходу книжки. Кошти на суму 426 тис. грн (з 345 тис. грн запланованих) на видання книги Юрієм Журавлем були зібрані на платформі краудфандінгу «Велика ідея» завдяки 602 доброчинцям. Як і заплановано в книзі розміщено перелік добродіїв, які пожертвували кошти на її видавництво та було передбачено отримання ними примірників книги.
До книжки увійшли малюнки видатних українців, політиків (Петра Порошенка, Арсенія Яценюка, Володимира Путіна, Ангели Меркель, Франсуа Олланда), митців, кольорові картинки, зображення, присвячені 12 великим переможним битвам за Україну, шаржі, намальовані на ідеї добродіїв, подані на конкурсі історичних курйозів.

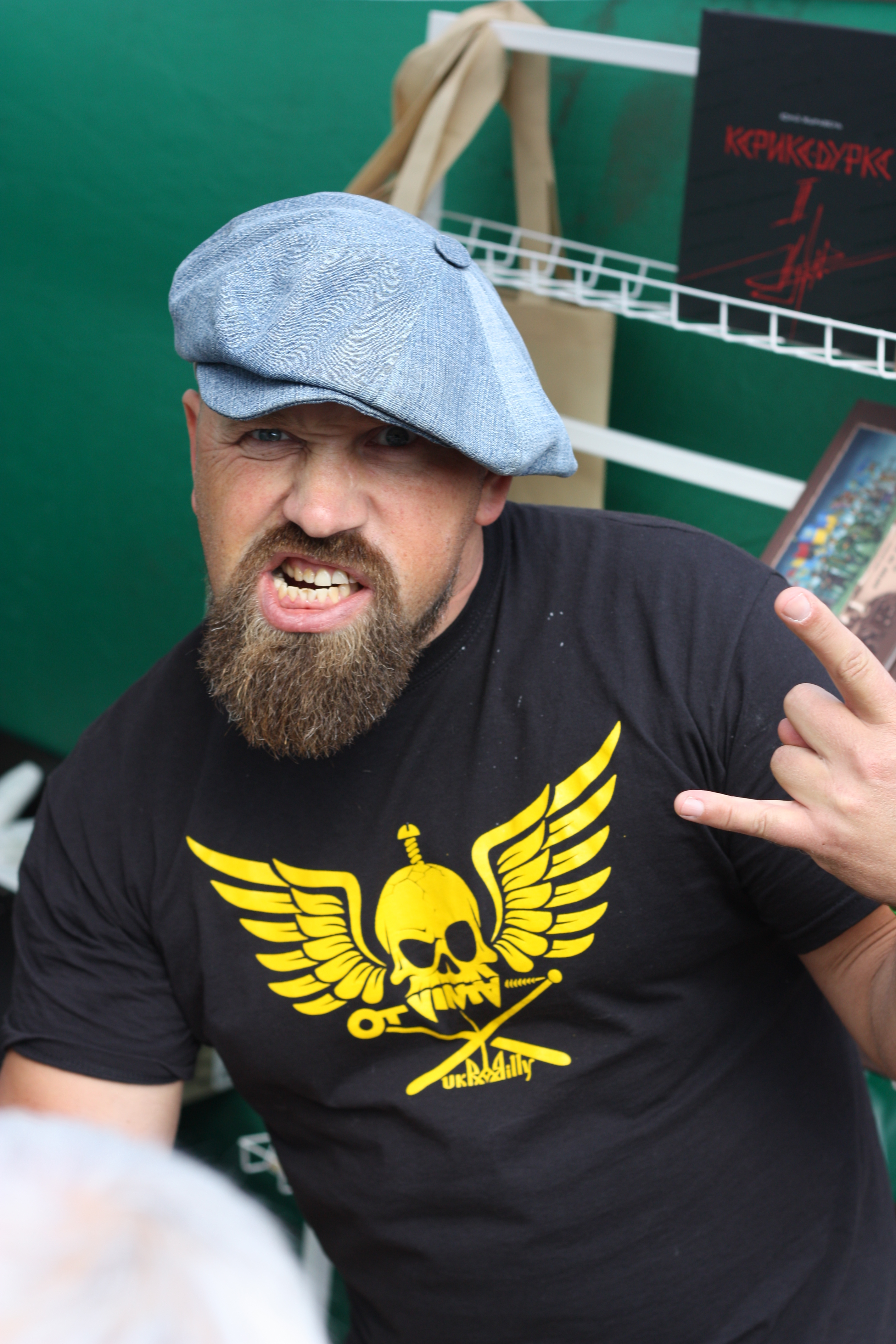
Юрій Журавель на форумі видавців в Львові у 2017 році

## Структура
Книга складається зокрема з таких розділів:
Портретурка — портрети відомих особистостей;
Політурка-партійтурка — політики, громадські діячі;
Фігурки — відомі історичні фігури;
Фактурка-аргументурка — змальовано історичні події та міфи;
Баталюрка — великі переможні битви за Україну.

## Персонажі

### Митці
Ерік Клептон (музикант), Джиммі Гендрікс (музикант), Джек Ніколсон (кіноактор), Еді Мерфі (кіноактор), Вів'єн Лі (кіноакторка), Адріано Челентано (кіноактор, співак), Брюс Вілліс (кіноактор), Джон Траволта (кіноактор), Іггі Поп (музикант), Брайан Сетцер (музикант), Курт Кобейн (музикант), Леді Gaga (співачка), Джо Кокер (співак), Мадді Воттерс (блюзовий співак), Він Дізель (кіноактор), Ріанна (співачка), Джим Керрі (кіноактор), Вілл Сміт (кіноактор), Шон Коннері (кіноактор), Володимир Висоцький (співак), Софія Ротару (співачка), Алла Пугачова (співачка), Юрій Любимов (головний режисер «Театру на Таганці»), Роман Віктюк (актор, режисер), Володимир Івасюк (композитор-виконавець), Пол Маккартні (співак, композитор), Жанна Фріске (співачка), Кузьма Скрябін (співак), Робін Вільямс (актор), Сергій Міхалок (музикант), Олександр Вертинський (естрадний артист), Леонід Утьосов (співак), Анна Ахматова (поетесса), Микола Гоголь (письменник), Анатолій Папанов (актор), Юрій Богатирьов (актор, художник), Євген Олександрович Євстигнєєв (актор театру і кіно), Олег Янковський (актор), Леонід Філатов (актор), Михайло Жванецький (гуморист), Василь Ліванов (актор), Борислав Брондуков (актор), Леонід Бронєвой (актор), Владислав Галкін (актор), Марк Твен (письменник), Петро Юхимович Вескляров (актор, телеведучий, «Дід Панас»), Іван Миколайчук (актор), Жан Рено (актор), Армен Джигарханян (актор), Фрунзік Мкртчан (актор), Ліна Костенко (поетеса, письменниця), Ада Роговцева (акторка), Володимир Талашко (актор), Василь Шкляр (письменник), Юрій Андрухович (поет, прозаїк), Сергій Жадан (поет, прозаїк), Ірина Сказіна (співачка), Юрій Іздрик (поет), Мирослав Джонович Кувалдін (співак, музикант, ведучий), Гойко Мітч (актор), Олег «Фагот» Михайлюта (співак), Володимир Загиней (музикант), Джамала (співачка), Віктор Пилипчук (музикант), Олександр Піпа (музикант), Іван Леньо (музикант), Андрій Шараськін (актор), Олександр Пікалов (актор, гуморист), Олексій Курилко (актор студії «Чорний квадрат»), Гарік Бірча (гуморист), Василь Гонтарський (музикант лідер гурту «Вася CLub»), Борис Таршис (композитор, учасник групи «Чотири короля»), Орест Криса (музикант), Тарас Петриненко (музикант), Віктор Павлік (співак, музикант), Андрій «Перець» Онофрійчук (музикант), Андрій Лобода (музикант), Олексій Огонь [Архівовано 11 травня 2021 у Wayback Machine.] (художник, дизайнер), Олексій Панін (актор), Гарік Сукачов (музикант), Михайло Задорнов (гуморист), Жерер Депардьє (актор), Олег Сенцов (режисер), Йоган Себастьян Бах (композитор), Вінсент Ван Гог (художник), Ніл Хасевич (художник, підпільник УПА), Михайло Вербицький (композитор, автор музики державного гімну України), Олександр Довженко (письменник, кінорежисер), Іван Франко (поет, письменник, перекладач), Василь Симоненко (поет-шістдесятник), Леонід Глібов (письменник, байкар, видавець), Марія Заньковецька (акторка), Серж Лифар (балетний танцівник, хореограф), Соломон Міхолс (актор, педагог, громадський і політичний діяч), Нікола Паганіні (скрипаль-віртуоз, композитор), Ганс Крістіан Андерсен (письменник, казкар), Туве Янсон (дитяча письменниця), Антуан де Сент-Екзюпері (письменник, авіатор), Остап Вишня (письменник), Всеволод Нестайко (письменник), Орест Лютий (сценічний псевдонім Анті́на Муха́рського).

### Політики, громадські діячі
Рональд Рейган (40-й Президент США), Йосип Сталін (перший Генеральний секретар ЦК ВКП(б)), Збігнєв Бжезінський (американський ідеолог «Холодної війни»), Даля Грибускайте (Президент Литви у 2009—2019 роках), Внстон Черчель (Прем'єр-міністр Великої Британії), Євген Нищук (актор, «Голос Майдану», міністр культури України), Дмитро Чекалкін (дипломат, гуморист), Арсен Аваков (Міністр внутрішніх справ України), Володимир Парасюк (громадський активіст), Олександр Храпаченко (Герой «Небесної сотні»), Давид Сакварелідзе (політик, заступник Генерального прокурора України), Олексій Мочанов (автогонщик, журналіст, волонтер), Борис Філатов (адвокат, політик), Владислав Лістьєв (журналіст, телеведучий), Борис Нємцов (політик), Рамзан Кадиров (Президент Чечні), Микола Міхновський (український політик початку XX століття), Андрей (Шептицький) (митрополит УГКЦ), Отто фон Бісмарк (канцлер Німецької імперії), Левко Лук'яненко (дисидент, автор «Акту проголошення незалежності України»), Нестор Махно (політик, військовий діяч, анархіст), Ернесто Че Гевара (кубинський революціонер), Серго Нігоян (боєць 3-ї сотні Самооборони Майдану), Кирило (Патріарх Московський).

### Військові, добровольці
Петро Боблочан (полковник Армії УНР), Валерій Чоботар (український доброволець ДУК «Правий сектор»), Віктор Гурняк (доброволець, фотокореспондент, режисер), Надія Савченко (льотчик , Народний депутат України), Семен Семенченко (командир добровольчого батальйону «Донбас»), Іса Мунаєв (чеченський військовик, керівник проукраїнського добровольчого Міжнародного миротворчого батальйону імені Джохара Дудаєва), Сашко Білий (один з керівників УНА-УНСО), Василь Вишиваний (український військовий діяч початку ХХ століття),

### Науковці, дослідники
Жак-Ів Кусто (дослідник Світового океану, режисер, винахідник), Леонардо Да Вінчі (вчений, винахідник, художник), Альберт Ейнштейн (науковець, винахідник), Петро Капиця (фізик, Нобелівський лауреат), Нікола Тесла (фізик, інженер, винахідник).

### збірні персонажі
Йовбак, Іхтамнєт, Характерник.

### інші
Ливай Страусс (американський промисловець, винахідник джинсів), Олександр Бусленко, Михайло Журавель, Павло Алексєвич, Сєва Галабурда (фотограф), Дірк Люстіг (миротворець), Данило Дідик (громадський активіст), Михайло Зав'ялов (президент Національної ліги професійного боксу України), Михайло Кучерук, Оксана Юрченко, Дмитро Фірташ (олігарх), Далай-лама.

## Великі переможні битви за Україну
В книзі змальовано описано такі битви:
- Кримський похід;
- Битва під Гурбами;
- Бій за гору Маківку;
- Битва під Конотопом;
- Розгром Хазарії Святославом Хоробрим;[9]
- перемога на Ятрині;
- Битва під Оршею;
- Похід Сагайдачного на Москву.

## Події, явища, свята
Події Революції гідності; «Гуманітарні конвої» РФ; Масове вбивство в Ґюмрі; Убивство Бориса Нємцова; Бої за Донецький аеропорт; Сіміттєву люстрацію; День телебачення, День радіо, День медичного працівника; День журналіста, Останній дзвоник; День захисту дітей; День батька, День поцілунків, Володимир Путін на саміті G-20; Стрілянина в редакції газети «Шарлі Ебдо»; Теракт під Волновахою; 50 віддінкам сірого.